# غالينا بوب
غالينا دميترييفنا بوب (بالروسية: Гали́на Дми́триевна Боб) (من مواليد 4 نوفمبر 1984 في بينزا ، روسيا) هي مغنية وممثلة مسرحية وسينمائية روسية.

## وصلات خارجية
- غالينا بوب على موقع IMDb (الإنجليزية)
- غالينا بوب على موقع قاعدة بيانات الفيلم (الإنجليزية)